# Korporal (liturgija)
Korporál je liturgični prtiček kvadratne oblike, ki se uporablja pri katoliški maši. 
Korporal je kvadratne oblike in je pred uporabo po navadi zložen na tretjine po širini in po dolžini. Mašnik ali ministrant ga razgrne na oltarju in potem nanj odloži pateno ali ciborij s hostijami in kelih z vinom z malo vode.
Beseda »korporal« izvira iz latinske besede corpus = telo (corpus Christi = Kristusovo telo), saj na korporal duhovnik odloži posvečeno hostijo, za katero katoliki, pravoslavni in nekateri drugi kristjani verujejo, da je Kristusovo telo.